# Mathématiques computationnelles

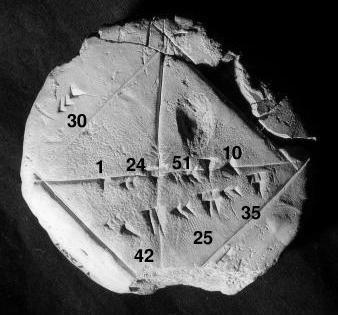
Une interprétation en noir et blanc de la tablette YBC 7289 de la Yale Babylonian Collection (vers 1800–1600 avant notre ère), montrant une approximation babylonienne de la racine carrée de 2 (1 24 51 10 w : sexagésimal) dans le contexte du théorème de Pythagore pour un triangle isocèle. La tablette donne également un exemple où un côté du carré est 30 et la diagonale résultante est 42 25 35 soit 42,4263888.

Les mathématiques computationnelles interviennent dans les recherches mathématiques ainsi que dans des domaines scientifiques où le calcul joue un rôle central et essentiel, et mettent l'accent sur les algorithmes, les  méthodes numériques et les calculs symboliques.
Les mathématiques computationnelles consistent le plus souvent à utiliser les mathématiques pour permettre ou améliorer les calculs informatiques en  mathématiques appliquées. Néanmoins, elles peuvent également faire référence à l'utilisation d'ordinateurs dans le champ mathématique lui-même. Cette utilisation des ordinateurs comprend les calculs mathématiques avec le calcul formel, l'étude de ce qui peut (ou ne peut pas) être informatisé en mathématiques avec les Effective method (en), quelques calculs peuvent être effectués avec la technologie actuelle de la théorie de la complexité et quelles preuves peuvent utiliser des assistants de preuve.

## Domaines des mathématiques computationnelles
Les mathématiques computationnelles apparaissent comme une partie distincte des mathématiques appliquées au début des années 1950. Actuellement, elles font référence ou comprennent :
- les sciences numériques également connue sous le nom de calcul scientifique,
- la résolution des problèmes mathématiques par simulation informatique contrairement aux méthodes analytiques utilisées par les mathématiques appliquées,
- l'analyse numérique utilisée dans les calculs scientifiques, par exemple l'algèbre linéaire numérique (en) et la résolution numérique d'équations aux dérivées partielles,
- les méthodes stochastiques telles que la méthode de Monte-Carlo et autres représentations de l'incertitude dans les calculs scientifiques,
- Les mathématiques du calcul scientifique[2],[3], en particulier l'analyse numérique, la théorie des méthodes numériques,
- la complexité informatique,
- le calcul formel et les systèmes de calcul formel,
- la recherche assistée par ordinateur dans divers domaines des mathématiques, tels que la logique avec la démonstration automatique de théorèmes, les mathématiques discrètes, la combinatoire, la théorie des nombres et la topologie algébrique computationnelle,
- la cryptographie et la sécurité informatique, qui impliquent notamment des recherches sur les tests de primalité, la factorisation, la cryptographie sur les courbes elliptiques, et les mathématiques de la blockchain,
- la linguistique informatique avec l'utilisation des techniques mathématiques et informatiques pour le traitement des langues naturelles,
- la géométrie algébrique computationnelle,
- la théorie computationnelle des groupes,
- la géométrie algorithmique,
- la théorie algorithmique des nombres,
- la topologie algorithmique (en),
- la statistique algorithmique,
- la théorie algorithmique de l'information,
- la théorie algorithmique des jeux,
- l'économie mathématique, l'utilisation des mathématiques en économie, en finance et, dans une certaine mesure, en comptabilité,
- les mathématiques expérimentales.

## Société savante
Au niveau international on peut citer l'association Foundations of Computational Mathematics et sa  revue scientifique de même nom.